# Замятин, Андрей Викторович
Андре́й Ви́кторович Замя́тин (р. 1971) — российский бодибилдер, тренер. Чемпион мира по классическому бодибилдингу в категории рост от 180 см (2009). Мастер спорта России международного класса (2010).

## Биография
Вырос и живёт в городе Иваново.Занимался бодибилдингом с детского возраста, но спортивной карьерой начал заниматься только в 2000-х годах. В 2009 году стал серебряным призёром чемпионата России в Ханты-Мансийске в категории рост от 180 см, обойдя действующего чемпиона мира Романа Плачинту из Калининграда и уступив Игорю Гостюнину. После этой победы Ивановский областной спорткомитет оплатил расходы Андрея Замятина на поездку на чемпионат мира по бодибилдингу в Испании, где Замятин, вновь обойдя Плачинту, стал чемпионом мира в категории рост от 180 см. В 2011 году занял 1 место в Кубке России по бодибилдингу и фитнесу в категории классический бодибилдинг рост от 180 см, 3 место в Открытом чемпионате и Кубке города Москвы по классическому бодибилдингу в абсолютной категории мужчин и 4 место в чемпионате Восточной Европы по классическому бодибилдингу в абсолютной категории мужчин.
Тренер ивановского бодибилдера, чемпиона России и Европы по классическому бодибилдингу в категории рост до 180 см (2010) Сергея Суслина и чемпиона России, абсолютного победителя Кубка Восточной Европы (2011), серебряного призёра чемпионата Европы (2011) по классическому бодибилдингу в категории рост до 180 см Александра Каменского.